# Pierre-Henri Menthéour
Pierre-Henri Menthéour (Algeri, 9 maggio 1960 – Brest, 12 aprile 2014) è stato un ciclista su strada francese.
Professionista dal 1981 al 1986, vinse una tappa al Tour de France e un Tour de l'Aude.

## Carriera
Passò professionista nel 1981 con la Miko-Mercier-Vivagel di Jean-Pierre Danguillaume, squadra in cui rimarrà fino al 1983. Con questa maglia vinse una tappa al Tour de l'Avenir nel 1983. Nel 1984 passò alla Renault, conquistando una tappa e la classifica generale al Tour de l'Aude, ed una tappa al Tour de France.
Nel 1985 passò alla squadra La Redoute, mentre nei primi mesi del 1986 corse per la Miko-Carlos. Successivamente, corse alcuni anni come dilettante. Partecipò a due edizioni del Tour de France, una del Giro d'Italia e una della Vuelta a España. Era fratello di Erwann Menthéour, professionista dal 1995 al 1997.

## Palmarès
- 1980 (dilettanti)

4ª tappa Essor Breton
- 1983 (Coop-Mercier-Mavic, una vittoria)

9ª tappa Tour de l'Avenir (Bourg-de-Péage > Bessèges)
- 1984 (Renault-Elf, tre vittorie)

2ª tappa Tour de l'Aude
Classifica generale Tour de l'Aude
13ª tappa Tour de France (Blagnac > Rodez)
- 1989 (dilettanti)

Paris-Vierzon
- 1991 (dilettanti)

Tour des Landes
- 1992 (dilettanti)

Tour du Finistère
- 1993 (dilettanti)

5ª tappa Essor Breton
- 1994 (dilettanti)

1ª tappa Essor Breton

### Altri successi
- 1984 (Renault-Elf)

Critérium di Concarneau
1ª tappa Giro d'Italia (Lucca > Marina di Pietrasanta, cronosquadre)
3ª tappa Tour de France (Louvroil > Valenciennes, cronosquadre)
- 1993 (dilettanti)

Grand Prix Gilbert Bousquet (Landivisiau)
- 1996 (dilettanti)

Circuit du Morbihan

## Piazzamenti

### Grandi Giri
- Giro d'Italia

1984: ritirato (18ª tappa)
- Tour de France

1982: 51º
1984: 55º
- Vuelta a España

1981: 53º

### Classiche monumento
- Parigi-Roubaix

1981: 45º